# Bramdrup Kirke
Bramdrup Kirke ligger nord for Kolding i Bramdrupdam, og er bygget i enkel, romansk stil. Der er næsten ingen udsmykning udvendig, og fundamentet er lavet af tilhuggede granitsten.
Hvornår kirken er blevet rejst, vides ikke med sikkerhed, I kirkeprotokollerne er der i 1862 skrevet: "Man ved ej, hvornår kirken blev bygget. Ingen kender noget til dens oprindelige tilblivelse, antagelig fra 1100-tallet."
Da den er opført i fint tilhuggede granitsten, og derfor er den formodentlig bygget i 1100-tallet eller 1200-tallet og ombygget i 1880.Gennem tiden var kirken blevet meget forfalden, og man besluttede at rive skib,kor og apsis ned. Ombygnigen startede i foråret 1880, og på den første søndag i advent kunne kirken indvies af biskop Carl Frederik Balslev.
På kirkegården har borgerne i Bramdrup opsat et mindesmærke for de faldne soldater i Slaget ved Kolding.

## Eksterne kilder og henvisninger
- Bramdrup Kirke hos KortTilKirken.dk

- Wikimedia Commons har flere filer relateret til Bramdrup Kirke